# Épreville-en-Roumois
Épreville-en-Roumois là một xã thuộc tỉnh Eure trong vùng Normandie miền bắc nước Pháp.